# José Luis Mosquera Moreno
José Luis Mosquera (Turbo, Antioquia, Colombia; 14 de marzo de 1995) es un futbolista colombiano. Juega como defensa en el Hegelmann Litauen de la A Lyga de Lituania.

## Clubes
| Club              | País     | Año         |
| ----------------- | -------- | ----------- |
| Envigado          | Colombia | 2014 - 2016 |
| Boyacá Chicó      | Colombia | 2017 - 2019 |
| Itagüí Leones     | Colombia | 2020        |
| Hegelmann Litauen | Lituania | 2021 -      |

## Estadísticas
| Club                    | Temporada           | Liga  | Liga  | Copa Nacional | Copa Nacional | Copa Internacional | Copa Internacional | Total | Total | Prom. · |
| Club                    | Temporada           | Part. | Goles | Part.         | Goles         | Part.              | Goles              | Part. | Goles | Prom. · |
| ----------------------- | ------------------- | ----- | ----- | ------------- | ------------- | ------------------ | ------------------ | ----- | ----- | ------- |
| Envigado · Colombia     | 2014                | 0     | 0     | 3             | 0             | -                  | -                  | 3     | 0     | 0,00    |
| Envigado · Colombia     | 2015                | 0     | 0     | 0             | 0             | -                  | -                  | 0     | 0     | 0,00    |
| Envigado · Colombia     | 2016                | 0     | 0     | 0             | 0             | -                  | -                  | 0     | 0     | 0,00    |
| Envigado · Colombia     | Total               | 0     | 0     | 3             | 0             | 0                  | 0                  | 3     | 0     | 0,00    |
| Boyacá Chicó · Colombia | 2017                | 16    | 1     | 2             | 0             | -                  | -                  | 18    | 1     | 0,05    |
| Boyacá Chicó · Colombia | 2018                | 31    | 1     | 4             | 0             | -                  | -                  | 35    | 1     | 0,03    |
| Boyacá Chicó · Colombia | 2018                | 12    | 2     | 4             | 0             | -                  | -                  | 16    | 2     | 0,13    |
| Boyacá Chicó · Colombia | Total               | 59    | 4     | 10            | 0             | 0                  | 0                  | 69    | 4     | 0,06    |
| Total en su carrera     | Total en su carrera | 59    | 4     | 13            | 0             | 0                  | 0                  | 72    | 4     | 0,06    |

## Palmarés

### Campeonatos nacionales
| Título    | Club         | País     | Año  |
| --------- | ------------ | -------- | ---- |
| Primera B | Boyacá Chicó | Colombia | 2017 |